# Bronisław (kasztelan chojnowski)
Bronisław (zm. po 1318) – możny z rodu Budziwojowiców.
Był prawdopodobnie krewnym biskupa poznańskiego Mikołaja. Miał braci Marcina i Klemensa. Należał do otoczenia księcia Henryka III głogowskiego. W 1292 roku pełnił urząd kasztelana Chojnowa. Świadczył na dokumentach książęcych w latach 1296–1297. Potem zniknął z nich zapewne z powodu utraty przez Henryka III Chojnowa, wokół którego posiadał dobra. Od 1304 świadczył na dokumentach książąt wrocławskich.